# Слівиці (гміна)
Гміна Слівіце (пол. Gmina Śliwice) — сільська гміна у північній Польщі. Належить до Тухольського повіту Куявсько-Поморського воєводства.
Станом на 31 грудня 2011 у гміні проживало 5581 особа.

## Площа
Згідно з даними за 2007 рік площа гміни становила 174.75 км², у тому числі:
- орні землі: 25.00%
- ліси: 65.00%

Таким чином, площа гміни становить 16.25% площі повіту.

## Населення
Станом на 31 грудня 2011:
| Опис     | Загалом | Загалом | Чоловіки | Чоловіки | Жінки | Жінки |
| -------- | ------- | ------- | -------- | -------- | ----- | ----- |
| одиниця  | осіб    | %       | осіб     | %        | осіб  | %     |
| все      | 5581    | 100     | 2848     | 51.03    | 2733  | 48.97 |
| міське   | 0       | 100     | 0        |          | 0     |       |
| сільське | 5581    | 100     | 2848     | 51.03    | 2733  | 48.97 |

## Сусідні гміни
Гміна Слівіце межує з такими гмінами: Цекцин, Черськ, Осе, Осечна, Осек, Тухоля.